# Wells Fargo Center (Salt Lake City)
O Wells Fargo Center é um arranha-céu de 24 andares e 121 m (400 ft) de altura, localizado em Salt Lake City, Utah. Foi construído em 1998 e é, atualmente, o arranha-céu mais alto de Utah.

## História
A American Stores Tower foi originalmente construída como sede corporativa da American Stores (proprietários das lojas Savu-on, Osco, Jewel, supermercados / farmácias). Pouco depois da conclusão, a empresa foi adquirida pela Albertsons em 3 de agosto de 1998 e o prédio tornou-se conhecido como a Delta Tower logo depois. Quando Albertsons decidiu transferir as operações para o Hardware Building em 400 West perto de North Temple, o edifício foi comprado pela Wasatch Property Management e renomeou o edifício Wells Fargo Center. A Wells Fargo atualmente ocupa vários andares dentro do prédio, como muitos dos principais escritórios de lei de Salt Lake.